# Менеджер портфеля проектов
Менеджер портфеля проектов  — сотрудник офиса управления проектами, обладающий набором знаний в области управления портфелем и управления проектами и ответственный за анализ, ранжирование и координацию имеющихся проектов, распределения ресурсов между ними и составление портфельных рисков.

## Обязанности
- Методология – разработка системы управления портфелем проектов с учетом особенностей фирмы, её внедрение и последующее развитие
- Расстановка приоритетов – оценка важности каждого отдельного проекта для соблюдения баланса в портфеле.
- Сотрудничество – менеджер портфеля должен иметь налаженную взаимосвязь со всеми руководителями проектов, портфельным советом и генеральным директором для осуществления обмена информации между проектами и отделами
- Координация – полученная информация должна быть проанализирована и на её основании менеджер с учетом приоритетов согласно методологии ОУП распределяет ресурсы между проектами
- Наставничество – курирование портфельной команды и снабжение её необходимой информацией
- Консультирование – информационная поддержка сотрудников фирмы, которая помогает каждому понимать общие стратегические цели компании и важность офиса управления проектами для достижения этих целей
- Работа с заинтересованными лицами - в обязанности менеджера портфеля входит частое общение со стейкхолдерами. Для эффективного общения менеджер должен применять именно те методики и знания, которые соответствуют интересам заинтересованных сторон.

## Знания и умения портфельного менеджера
Проектный менеджер должен:
1. Понимать миссию, видение, цели и стратегии организации, её выгоды
2. Понимать проектные и программные технологии
3. Владеть коммуникационными и лидерскими навыками, уметь контактировать с высшим руководством
4. Владеть методами определения метрик портфеля
5. Знать отчётность о содержании и результатах портфеля (достижение целей, риски, использование ресурсов, финансы)

## Роль проектного менеджера по "The Standart for Portfolio Management"
Менеджер портфеля – обычно это главный менеджер или член управляющей команды, ответственный за создание, мониторинг и управление портфелями проектов по следующим направлениям:
•	Создание и/или поддержание структуры (идей) и методологии (основы методов и правил) для управления портфелями внутри организации;
•	Создание и/или поддержание процессов, относящихся к управлению портфелями (например, риск-менеджмент);
•	Организация отбора, приоритизации и балансировки портфеля для обеспечения соотношения компонентов портфеля со стратегическими целями и приоритетам организации;
•	Создание и/или поддержание подходящей инфраструктуры и системы для поддержания процессов управления портфелем;
•	Непрерывный пересмотр, перераспределение, переприоритизация и оптимизация портфеля и непрерывное обеспечение гибкости портфеля в зависимости от развивающихся целей организации и рыночными обстоятельств;
•	Снабжение основных заинтересованных сторон своевременной информацией о выборе, приоритизации и исполнении проектов, а также раннее отслеживание (и вмешательство в) результатов по портфелю на определённых уровнях и рисков, которые влияют на исполнение портфеля;
•	Измерение и контроль ключевых организационных индикаторов эффективности, такие как ROI, NPV, PP, сбор требований по управлению, и обеспечение потребностей в своевременной осведомлённости для текущих или будущих инвесторов;
•	Поддержание высокого уровня принятия решений для обеспечения своевременного и последовательного осведомления заинтересованных сторон о прогрессе, изменениях и неудачах компонентов портфеля;
•	Участие в программных и проектных пересмотрах для обеспечения высокого уровня поддержки и вовлеченности в важные вопросы по управлению;
Для того, чтобы быть успешным, менеджер портфеля обязан быть экспертом во всех областях по поддержке офиса управления программами/проектами, таких как:

### Стратегическое выравнивание
Менеджер портфеля должен чётко понимать стратегические цели и приоритеты организации и то, как портфель придерживается их. Во всех отчётах должны быть отражены финансовые и нефинансовые выгоды и риски для организации. Обычно Менеджер портфеля не создаёт стратегию организации, но он может принимать участие в этом процессе, который зависит от специфики организации. Однако Менеджер портфеля играет ключевую роль в достижении стратегических целей.

### Методы и техника управления портфелем
Менеджер портфеля должен быть экспертом в использовании методов и техник по управлению портфелем, которые включают в себя как количественные, так и качественные методики. Например:
•	Методы выбора проектов;
•	Инструменты и методы по поддержке принятия решений на основе финансовых индикаторов компании (ROI, IRR);
•	Алгоритмы приоритизации компонентов портфеля;
•	Возможности и способности моделирования методик и инструментов;
•	Аудит технологий по управлению проектами и программами;
•	Управление рискам организации и портфеля.

### Методы и технологии по управлению программами и проектами
Менеджер портфеля должен быть экспертом в управлении проектами и программами для обеспечения правильных оценок по прогрессу компонентов портфеля и портфеля в целом. Более того менеджер портфеля должен знать все детали и отчеты по проектам высокого уровня, необходимые для определения наилучших условий для каждого объекта управления . Методы контроля жизненного цикла портфеля, такие как мониторинг соответствие стандартам и оценка прогресса через стоимостной анализ прибыли, должны быть подогнаны под процессы управления организационными проектами и программами.

### Процесс развития и непрерывного улучшения
Менеджер портфеля должен знать все методы развития и постоянного улучшения портфеля. Это поможет сделать лучше большинство важных процессов в управлении портфелем. Кроме того Менеджер портфеля должен хорошо знать принципы и методологии по управлению качеством портфеля и проектов в частности.
Основные навыки в бизнесе.
Обычно, успешный Менеджер портфеля имеет хорошо развитое чутье в бизнесе. Менеджер портфеля знает всё об основных рынках, базах покупателей, конкуренции, условиях, стандартах, политическом и экономическом окружении, и о подходящем стиле руководства.
Менеджер портфеля должен обладать аналитическими навыками для контроля портфельной базы и анализа отчётов по исполнению портфеля. Эти концепции включают:
•	Понимание ключевых финансовых принципов;
•	Способность создавать, использовать и применять оценки по ключевым; финансовым индикаторам для успешного исполнения портфеля;
•	Способность анализировать финансовую информацию и тенденции исполнения;
•	Способность эффективной оценки положения бизнеса для определённых процессов портфеля;

### Навыки
Менеджер портфеля проектов должен сочетать в себе множество знаний и умений из разных областей менеджмента. Прежде всего это навыки руководства и управления, а также взаимодействия с начальством, структурными подразделениями фирмы и стейкхолдерами. Кроме того, будучи командным игроком, менеджер портфеля обязан уметь управлять персоналом, нанимая и удерживая членов группы путём вознаграждений, мотивации, личного развития, продвижения и т.д. Все навыки должны применяться в одном ключе вместе со стратегией фирмы с поправкой на культурное различие и личные характеристики сотрудников. Также среди навыков должны быть знания в областях управления конфликтами, коммуникаций, планирования, принятия решений, расстановки задач в проекте в правильном порядке. Для эффективной работы менеджер портфеля должен адаптироваться к моделям принятия решений внутри организации.

### Управление рисками и возможностями
У каждого портфеля есть свои возможности и угрозы. Менеджер обязан понимать как управлять этими знаниями, уделяя внимание всей имеющейся информации: бюджетное ограничение, окно возможностей, иные ограничения, интересы стейкхолдеров, внешняя и внутренняя среда организации и иные важные данные. Управление рисками и возможностями подразумевают под собой процесс оценки, сортировки и анализа портфельных рисков и возможностей для создания мер по реагированию (смягчение/уклонение/предотвращение существующих угроз и меры по развитию перспективных направлений). Умение управлять рисками поможет достичь максимального результата и минимизировать их негативное влияние. Управление рисками играет первостепенную роль, когда речь идет об особо важных частях портфеля и когда наличие риска в одном проекте с высоким приоритетом влияет на весь портфель в целом. Управление возможностями позволяет использовать потенциал компании, улучшая отдельные компоненты, что приводит к повышению качества продукта, выводит качество на новый уровень и создает положительный имидж у фирмы.

## Используемые методики
1. SWOT анализ – предполагает рассмотрение внутренней и внешней среды организации для выявления сильных и слабых стороны фирмы, а также возможностей и угроз
2. Анализ КУРО – логическое продолжение методики SWOT, предлагающее компенсировать слабые стороны, проводить усиление сильных сторон, реализовывать возможности и принимать меры по отражению угроз
3. Ранжирование проектов – это комплексный анализ проектов по ряду критериев финансовых (таких как NPV, IRR, срок окупаемости, рентабельность) и не финансовых (соответствие стратегическим целям, влияние рисков, и т.д), где каждый критерий оценивается по 10-балльной шкале, после чего для каждого проекта берется средняя арифметическая по всем оценкам. Наилучшие проекты получат наибольший ранг и будут являться более приоритетными для выполнения
4. Анализ рисков – создается реестр рисков, где каждый риск подвергается качественному и количественному анализу (чаще всего для анализа рисков используется метод экспертных оценок). Для каждого риска выдвигаются меры по пресечению/уклонению/устранению угроз, а также вырабатываются мероприятия по реагированию на каждый риск.